# 1970年2月21日月食
1970年2月21日月食为一次在协调世界时1970年2月21日出現的月偏食。該次月食半影食分為1.167、全影食分為0.051。偏食維持了28分。

## 概述
這次月食的食分是10.31，偏食維持了28分。

## 基本參數
- 類型：月偏食
- 食甚資料：
  - 日期：1970年2月21日
  - 時間：8:30
  - 月球位置：赤經10.31度、赤緯11.4度
  - 食分：半影食分：1.167、全影食分：0.051
  - 持續時間：偏食28分

## 外部連結
- NASA月食專頁（页面存档备份，存于）（英文）